# Futbol'nyj Klub Tom' 2018-2019
Questa voce contiene dati e statistiche per la stagione 2018-2019 del Tom' Tomsk.

## Stagione
Dopo la delusione della stagione precedente, quando la squadra rischiò la retrocessione, stavolta il Tom' sfiorò il ritorno in Prem'er-Liga, arrivando terzo a cinque punti dal secondo posto che voleva dire promozione diretta; negli spareggi promozione perse il doppio confronto con l'Ufa.

## Maglie
| Manica sinistra · Manica sinistra · Maglietta · Maglietta · Manica destra · Manica destra · Pantaloncini · Pantaloncini · Calzettoni | Manica sinistra · Manica sinistra · Maglietta · Maglietta · Manica destra · Manica destra · Pantaloncini · Pantaloncini · Calzettoni |

## Rosa
| N. |                   | Ruolo | Calciatore        |
| -- | ----------------- | ----- | ----------------- |
| 2  | Russia (bandiera) | D     | Aydar Lisinkov    |
| 3  | Russia (bandiera) | D     | Ismail Ediyev     |
| 5  | Russia (bandiera) | D     | Aleksei Shumskikh |
| 7  | Russia (bandiera) | C     | Dmitrij Sasin     |
| 8  | Russia (bandiera) | D     | Roman Bugaev      |
| 9  | Russia (bandiera) | C     | Pavel Kudrjašov   |
| 10 | Russia (bandiera) | C     | Maksim Andreyev   |
| 11 | Russia (bandiera) | A     | Aleksej Gasilin   |
| 14 | Russia (bandiera) | C     | Anton Makurin     |
| 17 | Russia (bandiera) | A     | Islam Tlupov      |
| 18 | Russia (bandiera) | C     | Oleg Šalaev       |
| 23 | Russia (bandiera) | D     | Daniil Penchikov  |
|    | Russia (bandiera) |       | Il'ja Kucharčuk   |

| N. |                   | Ruolo | Calciatore          |
| -- | ----------------- | ----- | ------------------- |
| 24 | Russia (bandiera) | D     | Nikita Kakkoev      |
| 27 | Russia (bandiera) | D     | Roman Manuylov      |
| 39 | Russia (bandiera) | D     | Vasili Zapryagayev  |
| 42 | Russia (bandiera) | P     | Aleksandr Melikhov  |
| 51 | Russia (bandiera) | P     | Ivan Salnikov       |
| 61 | Russia (bandiera) | C     | Aleksandr Stavpec   |
| 63 | Russia (bandiera) | P     | Nikita Zubchikhin   |
| 69 | Russia (bandiera) | D     | Mark Karymov        |
| 78 | Russia (bandiera) | C     | Nikolay Kalinskiy   |
| 90 | Russia (bandiera) | A     | Stanislav Krapukhin |
| 98 | Russia (bandiera) | C     | Nikita Gvineysky    |
| 99 | Russia (bandiera) | A     | Islamnur Abdulavov  |

## Risultati

### Campionato
| Tomsk 17 luglio 2018, ore 15:00 1ª giornata | Tom' Tomsk | 2 – 0 referto | Fakel Voronež | Trud Stadium (3 500 spett.) |

| Chimki 22 luglio 2018, ore 16:00 2ª giornata | Chimki | 0 – 1 referto | Tom' Tomsk | Arena Chimki (1 500 spett.) |

| Tomsk 29 luglio 2018, ore 15:00 3ª giornata | Tom' Tomsk | 2 – 0 referto | Rotor | Trud Stadium (4 210 spett.) |

| Tomsk 4 agosto 2018, ore 15:00 4ª giornata | Tom' Tomsk | 1 – 0 referto | Zenit-2 | Trud Stadium (4 950 spett.) |

| Tomsk 8 agosto 2018, ore 15:00 5ª giornata | Tom' Tomsk | 1 – 1 referto | Baltika | Trud Stadium (6 050 spett.) |

| Tomsk 12 agosto 2018, ore 15:00 6ª giornata | Tom' Tomsk | 0 – 1 referto | Nižnij Novgorod | Trud Stadium (5 200 spett.) |

| Tomsk 18 agosto 2018, ore 15:00 7ª giornata | Tom' Tomsk | 3 – 0 referto | Armavir | Trud Stadium (4 500 spett.) |

| Krasnodar 26 agosto 2018, ore 20:00 8ª giornata | Krasnodar-2 | 1 – 1 referto | Tom' Tomsk | Stadio Kuban' (2 200 spett.) |

| Tomsk 1º settembre 2018, ore 15:00 9ª giornata | Tom' Tomsk | 4 – 1 referto | SKA-Chabarovsk | Trud Stadium (3 200 spett.) |

| Saransk 8 settembre 2018, ore 17:00 10ª giornata | Mordovija | 0 – 1 referto | Tom' Tomsk | Mordovia Arena (20 351 spett.) |

| Tomsk 15 settembre 2018, ore 14:00 11ª giornata | Tom' Tomsk | 1 – 0 referto | Tjumen' | Trud Stadium (3 200 spett.) |

| Tambov 19 settembre 2018, ore 18:30 12ª giornata | Tambov | 3 – 0 referto | Tom' Tomsk | Spartak Stadium (4 400 spett.) |

| Tomsk 23 settembre 2018, ore 13:00 13ª giornata | Tom' Tomsk | 3 – 1 referto | Čertanovo | Trud Stadium (3 100 spett.) |

| Vladivostok 30 settembre 2018, ore 09:00 14ª giornata | Luč Vladivostok | 2 – 2 referto | Tom' Tomsk | Stadio Dinamo (2 400 spett.) |

| Tomsk 6 ottobre 2018, ore 13:00 15ª giornata | Tom' Tomsk | 1 – 1 referto | Sibir' | Trud Stadium (5 100 spett.) |

| Tomsk 13 ottobre 2018, ore 13:00 16ª giornata | Tom' Tomsk | 1 – 0 referto | Soči | Trud Stadium (3 400 spett.) |

| Kursk 20 ottobre 2018, ore 16:00 17ª giornata | Avangard Kursk | 0 – 0 referto | Tom' Tomsk | Stadio Trudovye rezervy (3 200 spett.) |

| Tomsk 24 ottobre 2018, ore 14:30 18ª giornata | Tom' Tomsk | 2 – 0 referto | Šinnik | Trud Stadium (1 750 spett.) |

| Mosca 28 ottobre 2018, ore 14:00 19ª giornata | Spartak-2 Mosca | 1 – 1 referto | Tom' Tomsk | Stadio Accademia Spartak (390 spett.) |

| Tomsk 4 novembre 2018, ore 11:00 20ª giornata | Tom' Tomsk | 2 – 0 referto | Chimki | Trud Stadium (1 650 spett.) |

| Kaliningrad 10 novembre 2018, ore 17:00 21ª giornata | Baltika | 1 – 0 referto | Tom' Tomsk | Stadio di Kaliningrad (4 156 spett.) |

| San Pietroburgo 14 novembre 2018, ore 17:00 22ª giornata | Zenit-2 | 0 – 1 referto | Tom' Tomsk | Stadio SK Petrovskij (280 spett.) |

| Volgograd 18 novembre 2018, ore 13:00 23ª giornata | Rotor | 0 – 0 referto | Tom' Tomsk | Volgograd Arena (10 456 spett.) |

| Nižnij Novgorod 24 novembre 2018, ore 14:00 24ª giornata | Nižnij Novgorod | 2 – 1 referto | Tom' Tomsk | Stadio Nižnij Novgorod (6 871 spett.) |

| Armavir 3 marzo 2019, ore 17:00 25ª giornata | Armavir | 0 – 0 referto | Tom' Tomsk | Stadio Junost' (2 800 spett.) |

| Tomsk 10 marzo 2019, ore 11:00 26ª giornata | Tom' Tomsk | 0 – 0 referto | Krasnodar-2 | Trud Stadium (2 200 spett.) |

| Chabarovsk 17 marzo 2019, ore 08:00 27ª giornata | SKA-Chabarovsk | 1 – 0 referto | Tom' Tomsk | Stadio Lenin |

| Tomsk 24 marzo 2019, ore 11:00 28ª giornata | Tom' Tomsk | 1 – 0 referto | Mordovija | Trud Stadium (2 620 spett.) |

| Tjumen' 30 marzo 2019, ore 12:00 29ª giornata | Tjumen' | 1 – 2 referto | Tom' Tomsk | Stadio Geolog (1 800 spett.) |

| Tomsk 7 aprile 2019, ore 12:00 30ª giornata | Tom' Tomsk | 1 – 1 referto | Tambov | Trud Stadium (4 600 spett.) |

| Mosca 13 aprile 2019, ore 13:00 31ª giornata | Čertanovo | 1 – 1 referto | Tom' Tomsk | Arena Čertanovo (1 250 spett.) |

| Tomsk 20 aprile 2019, ore 12:00 32ª giornata | Tom' Tomsk | 0 – 0 referto | Luč Vladivostok | Trud Stadium (2 500 spett.) |

| Novosibirsk 24 aprile 2019, ore 15:00 33ª giornata | Sibir' | 1 – 0 referto | Tom' Tomsk | Stadio Spartak (1 162 spett.) |

| Soči 28 aprile 2019, ore 15:00 34ª giornata | Soči | 3 – 1 referto | Tom' Tomsk | Stadio olimpico Fišt (4 835 spett.) |

| Tomsk 4 maggio 2019, ore 12:00 35ª giornata | Tom' Tomsk | 1 – 0 referto | Avangard Kursk | Trud Stadium (2 950 spett.) |

| Jaroslavl' 11 maggio 2019, ore 15:00 36ª giornata | Šinnik | 1 – 0 referto | Tom' Tomsk | Stadio Šinnik (2 650 spett.) |

| Tomsk 19 maggio 2019, ore 12:00 37ª giornata | Tom' Tomsk | 2 – 1 referto | Spartak-2 Mosca | Trud Stadium (3 965 spett.) |

| Voronež 25 maggio 2019, ore 15:00 38ª giornata | Fakel Voronež | 0 – 0 referto | Tom' Tomsk | Stadio Centrale (1 364 spett.) |

#### Spareggi
| Ufa 30 maggio 2019, ore 19:00 Play-off - ritorno | Ufa | 2 – 0 referto | Tom' Tomsk | Stadio Neftjanik (9 384 spett.) |

| Tomsk 2 giugno 2019, ore 18:00 Play-off - ritorno | Tom' Tomsk | 1 – 0 referto | Ufa | Trud Stadium (6 210 spett.) |

### Coppa di Russia
| Barnaul 22 agosto 2018, ore 14:30 Quarto turno | Dinamo Barnaul       | 0 – 0 referto | Tom' Tomsk | Stadio Dinamo (3 500 spett.) |
| \| \| \| \| \| \| Tiri di rigore 5 – 4 \| \|   |                      |               |            |                              |
|                                                |                      |               |            |                              |
|                                                | Tiri di rigore 5 – 4 |               |            |                              |